# Ensenada Ferrer
La Ensenada Ferrer es una planicie de mareas de gran extensión ubicada en la costa del departamento Deseado de la provincia de Santa Cruz, Argentina. Se halla sobre la bahía de los Nodales y se halla en tierras de la Estancia El Amanecer y 8 de Julio.
Se ubica aproximadamente en la posición geográfica 48°03′32.1″S 65°59′31.8″O / -48.058917, -65.992167. Se encuentra rodeado por el norte, oeste y sur por una serie de cordones litorales Pleistocénicos y Holocénicos, lo que separan a la planicies de mareas del mar. Se comunica con el mismo a través de un canal principal que se ramifica en canales menores. Dicha planicie suele ser cubierta por aguas muy someras durante las máximas pleamares o tormentas. Está constituida fundamentalmente por arenas finas a muy finas, y posee, en la zona próxima a los canales de mareas, vegetación resistente a condiciones de alta salinidad, como Salicornia. Hacia el este se halla la Punta Medanosa o Punta Buque, caracterizada por la gran cantidad de médanos existentes, donde se encuentran evidencias de ocupaciones prehistóricas.